# Colastes metalli
Colastes metalli är en stekelart som först beskrevs av Muesebeck 1932.  Colastes metalli ingår i släktet Colastes och familjen bracksteklar. Inga underarter finns listade i Catalogue of Life.